# راهول خانا
راهول خانا, (بالإنجليزية: Rahul Khanna)‏, (بالهندية: राहुल खन्ना)، (وُلِد في 20 يونيو، 1972 بِمومباي، الهند)، مُقدم ومُمّثل أفلام ومسرح وتلفزيون هنديٌ.
هُوّ أخ الممثل أكشاي خانا وابن الممثل فينود خانا

## الحياة المُبكرة
وُلِد راهول خانا 20 يونيو، 1972 في مومباي ونشأ بِها أيضاً. والده المنتج والممثل والسياسي فينود خانا وأمّه التي كانت عارضة أزياء تُدعى جيتانجالي، وأخيه الأصغر هو الممثل أكشاي خانا.
دَرَس في معهد "Lee Strasberg Theatre Institute" ومدرسة «الفنون البصرية (SVA)» بِمدينة نيويورك.

## الحياة المِهنية
بدأ راهول خانا طريقه كمقدم في عام 1994 مع قناة «أم تي في» نسخة جنوب شرق آسيا وبقي يعمل فيها لمُدة أربع سنوات حقق خِلالها شهرةً واسعة ونجاحاً كبيراً وأصبح معروفاً في أغلب مناطق جنوب شرق آسيا.

### الأفلام
بعد شهرته الكبيرة التي حققها مع أم تي في عرضت عليه المُخرجة «ديبا ميهتا» دخول بوليوود وأن يتبع خُطى أخاه أكشاي خانا وأباه فينود خانا وعمه راجيش خانا، فَوافق وكان أول أفلامه في عام 1998 وهو فيلم "Earth" مع عامر خان. بسبب أدائه المميز أخذ الكثير من الجوائز تلك السنة من ضِمنها جائزة فيلم فير لأفضل ذكر لأول مرة.
وتكرر بعد ذلك ظهور راهول في أفلام بوليووية وهوليوودية من إخراج وكِتابة «ديبا ميهتا» مِثل فيلم "Elaan"، وفيلم "Raqeeb"، وفيلم «نادي الإمبراطور» مع كيفين كلاين.

### المسرحيات
مَثل عام 1999 بِمسرحية من إنتاج الممثل المسرحي الباكستاني «أيوب الدين خان» في نيويورك، حيثُ أدّى دور شاب من أب باكستاني وأُم بريطانية يعمل كعارض في بلاي بوي لذا يواجه المتاعب. واسم المسرحية كان «الشرق هو الشرق» (بالإنجليزية: East is East)‏. وقد تلقى إشادات كثيرة من قبل النقاد والجمهور.

### التلفزيون
عَمِل في قناة أم تي في من عام 1994 حتى عام 1998, وأيضاً عمل في قناة أمريكا الشمالية من عام 1999 حتى عام 2001.
وقدم برنامجاً في عام 2006 على قناة «ديسكفري». كما أنّ راهول قدم الكثير من الحفلات والفعاليات مثل جوائز الأكاديمية الدولية للأفلام الهندية، ومُسابقة ملكة جمال الهند  في جميع أنحاء العالم، وجوائز الشاشة، وجوائز ستاردست، وجوائز جي كيو (النسخة الهندية) في عام 2009 وعام 2010, والمهرجان السينمائي الدولي في الهند عام 2011, وحفل جوائز مجلة Hello في عام 2011 أيضاً، وحفل جوائز شركة إرنست ويونغ في عام 2012.

### الإعلانات التجارية
تعاقد راهول خانا مع العديد من الشركات والعلامات التجارية وقدم لهم الكثير من الإعلانات وساعدهم بالترويج مِثل شركة تويوتا، وليز، وبيبسي، ودي بيرز، وشركة تومي هيلفيغر، وماجي، وأودي وغيرهم.

## أفلامه
| العام | الفيلم              | الدور           | المخرج                | المُلاحظات                               |
| ----- | ------------------- | --------------- | --------------------- | --------------------------------------- |
| 1999  | Earth               | Hassan          | ديبا ميهتا            | Winner, Filmfare Best Male Debut Award  |
| 2001  | 3 AM                | Morris          | Lee Davis             | سبايك لي (Producer)                     |
| 2002  | Bollywood/Hollywood | Rahul Seth      | ديبا ميهتا            |                                         |
| 2002  | نادي الإمبراطور     | Deepak Mehta    | مايكل هوفمان (مخرج)   |                                         |
| 2005  | Elaan               | Karan Shah      | فيكرام بهات           |                                         |
| 2007  | Raqeeb              | Remo Matthews   | Anurag Singh          | Raj Kanwar (Producer)                   |
| 2008  | Tahaan              | Kuka Saheb      | Santosh Sivan         | Special appearance                      |
| 2008  | Dil Kabaddi         | Veer            | Anil Senior           |                                         |
| 2009  | الحب في هذه الأيام  | Vikram Joshi    | Imtiaz Ali            | Special appearance                      |
| 2009  | Wake Up Sid         | Kabir Chaudhary | أيان موخرجي           | Chief Editor of 'Mumbai Beats' Magazine |
| 2013  | Fireflies           | Shiv            | Sabal Singh Shekhawat |                                         |

## مُسلسلاته
| العام | المُسلسل            | الدور        | المُخرج          | المُلاحظات                                  |
| ----- | ------------------ | ------------ | --------------- | ------------------------------------------ |
| 2013  | 24 ‏                | Tarun Khosla | Abhinay Deo     | Season 01 Episode 10/ Season 01 Episode 11 |
| 2014  | الأمريكيون (مسلسل) | Yousaf       | Stefan Schwartz | Episode: "Yousaf"                          |

## وصلات خارجية
- راهول خانا على موقع IMDb (الإنجليزية)
- راهول خانا على موقع قاعدة بيانات الأفلام العربية
- راهول خانا على موقع ألو سيني (الفرنسية)
- راهول خانا على موقع أول موفي (الإنجليزية)
- راهول خانا على موقع قاعدة بيانات الأفلام السويدية (السويدية)
- راهول خانا على موقع قاعدة بيانات الفيلم (الإنجليزية)
- راهول خانا على موقع كينوبويسك (الروسية)
- راهول خانا - الموقع الرسمي.
- راهول خانا في قاعدة بيانات الأفلام على الإنترنت.
- راهول خانا في تويتر.